# Góry Małe
Góry Małe is een plaats in het Poolse district  Płocki, woiwodschap Mazovië. De plaats maakt deel uit van de gemeente Gąbin en telt 203 inwoners.